# Muscoflorschuetzia pilmaiquen
Muscoflorschuetzia pilmaiquen là một loài rêu trong họ Buxbaumiaceae. Loài này được Crosby mô tả khoa học đầu tiên năm 1978.